# Острво паса
Острво паса (енгл. Isle of Dogs) је анимирани филм из 2018. године направљен техником кадар-по-кадар. Режију, сценарио и продукцију потписује Вес Андерсон, док велику ансамблску поделу улога чине: Брајан Кранстон, Коју Ранкин, Едвард Нортон, Лијев Шрајбер, Бил Мари, Боб Балабан, Џеф Голдблум, Скарлет Џохансон, Куничи Номура, Тилда Свинтон, Кен Ватанабе, Акира Ито, Грета Гервиг, Акира Такајама, Франсес Макдорманд, Ф. Мари Абрахам, Кортни Б. Венс, Јоџиро Нода, Фишер Стивенс, Мари Нацуки, Ниџиро Мураками, Јоко Оно, Харви Кајтел и Френк Вуд. Радња филма смештена је у измишљени ретро-футуристички јапански град Мегасаки, где је градоначелник Кенџи Кобајаши протерао све псе на острво Ђубрета због пандемије псећег грипа. Кобајашијев нећак Атари креће да пронађе свог несталог пса Спота уз помоћ групе паса коју предводи луталица.
Премијерно је приказан 15. фебруара 2018. године на Берлинском филмском фестивалу, док је 13. марта пуштен у биоскопе у САД, односно 10. маја у Немачкој и Србији. Зарадио је преко 64 милиона долара широм света и добио је позитивне рецензије критичара, који су похвалили анимацију, радњу, музику и хумор. Номинован је за награду Златни глобус, БАФТА и Оскара за најбољи анимирани филм.

## Радња
Када након Декларације извршне власти сви пси из града Мегасаки буду исељени на оствро пуно ђубрета које се налази изван града, Атари Кобајаши, дванаестогодишњи нећак градоначелника Кобајашија седа у свој минијатурни турбо-авион и лети до острва Ђубрета како би нашао свог пса телохранитеља, Спота. На том острву ће уз помоћ новонасталих пријатеља започети епско путовање које ће одлучити о будућности читаве регије.

## Улоге
| Глумац             | Улога          |
| ------------------ | -------------- |
| Брајан Кранстон    | Шеф            |
| Коју Ранкин        | Атари Кобајаши |
| Едвард Нортон      | Рекс           |
| Боб Балабан        | Кинг           |
| Џеф Голдблум       | Дјук           |
| Бил Мари           | Бос            |
| Куничи Номура      | Кенџи Кобајаши |
| Акира Такајама     | Домо           |
| Грета Гервиг       | Трејси Вокер   |
| Франсес Макдорманд | Миранда Нелсон |
| Акира Ито          | Ичиго Ватанабе |
| Скарлет Џохансон   | Нутмег         |
| Лијев Шрајбер      | Спот           |
| Ф. Мари Абрахам    | Јупитер        |
| Тилда Свинтон      | Оракл          |
| Јоко Оно           | Јоко Оно       |
| Харви Кајтел       | Гондо          |
| Кен Ватанабе       | хирург         |
| Мари Нацуки        | ујна           |
| Фишер Стивенс      | Скрап          |
| Ниџиро Мураками    | Хироши         |
| Кортни Б. Венс     | приповедач     |
| Јоџиро Нода        | новинар        |
| Френк Вуд          | преводилац     |